# Viva Piñata: Pocket Paradise
Viva Piñata: Pocket Paradise ou Viva Piñata DS est un jeu vidéo de gestion développé par Rare sorti le 17 octobre 2008 en Europe et le 9 août 2010 aux États-Unis sur Nintendo DS.
C'est le deuxième jeu développé par Rare à être sorti sur Nintendo DS après Diddy Kong Racing DS.

## Système de jeu
Le but du jeu est d'élever une (ou plusieurs) piñata, qui sont en quelque sorte des animaux très colorés. Chaque piñata a des conditions d'apparition, de visite et de résidence. Le joueur est amené à remplir ces conditions pour avancer dans le jeu.